# Arthur Moritz Schoenflies
Arthur Moritz Schoenflies   (Gorzów Wielkopolski, 17 d'abril de 1853 - Frankfurt del Main, 27 de maig de 1928) (també escrit Schönflies o Schonflies) va ser un matemàtic alemany conegut pels seus treballs en cristalografia, topologia i teoria de conjunts.

## Vida i Obra
Schoenflies, fill d'una rica família jueva fabricants de cigars, va estudiar al gymnasium (institut) de la seva ciutat natal fins al 1870. Aquest any va anar a la universitat de Berlín en la qual es va graduar el 1875 i doctorar el 1877 sota la tutoria de Weierstrass i Kummer, tot i que també va assistir a classes d'Aronhold al Institut Industrial de Berlín. Des de 1878 a 1884 va ser professor de matemàtiques de secundària a instituts de Berlín i de Colmar (Alsàcia).
El 1884 va obtenir l'habilitació docent a la universitat de Göttingen en la qual va ser nomenat professor extraordinari el 1892, gràcies al suport de Felix Klein. El 1899 va ocupar una càtedra a la universitat de Königsberg i el 1911 va passar a l'Acadèmia de Ciències Socials i Comercials de Frankfurt, la qual es va integrar en la universitat de Frankfurt el 1914 en fundar-se aquesta. Schoenflies va ser rector de la universitat de 1920 a 1922 i es va retirar l'any següent.
Schoenflies era besoncle de Walter Benjamin.
Schoenflies va iniciar la seva recerca en geometria de forma bastant tradicional, però després, seguint l'obra de Camille Jordan, va introduir la teoria de grups en el seu treball. Una de les seves descobertes principals, simultània però independentment amb Evgraf Fedorov va ser la derivació de l'existència de exactament 230 grups cristal·logràfics. Aquestes recerques el van portar a publicar el 1891 una de les seves obres principals: Krystallsysteme und Krystallstructur, que va reeditar el 1923 amb el títol de Theorie der Kristallstruktur.
A partir de mitjans dels anys 1890's es va començar a interessar per la teoria de conjunts de Cantor i per la topologia. La major part de la seva producció matemàtica és sobre aquests temes. Malgrat això, la seva obra se situa en el moment de la transició de la primera generació de teòrics (molt influïts per Cantor) a la generació dels que van empentar la teoria cap a noves fases i a ell li van mancar idees penetrants.
El 1971 la schoenfliesita va rebre aquest nom en el seu honor.

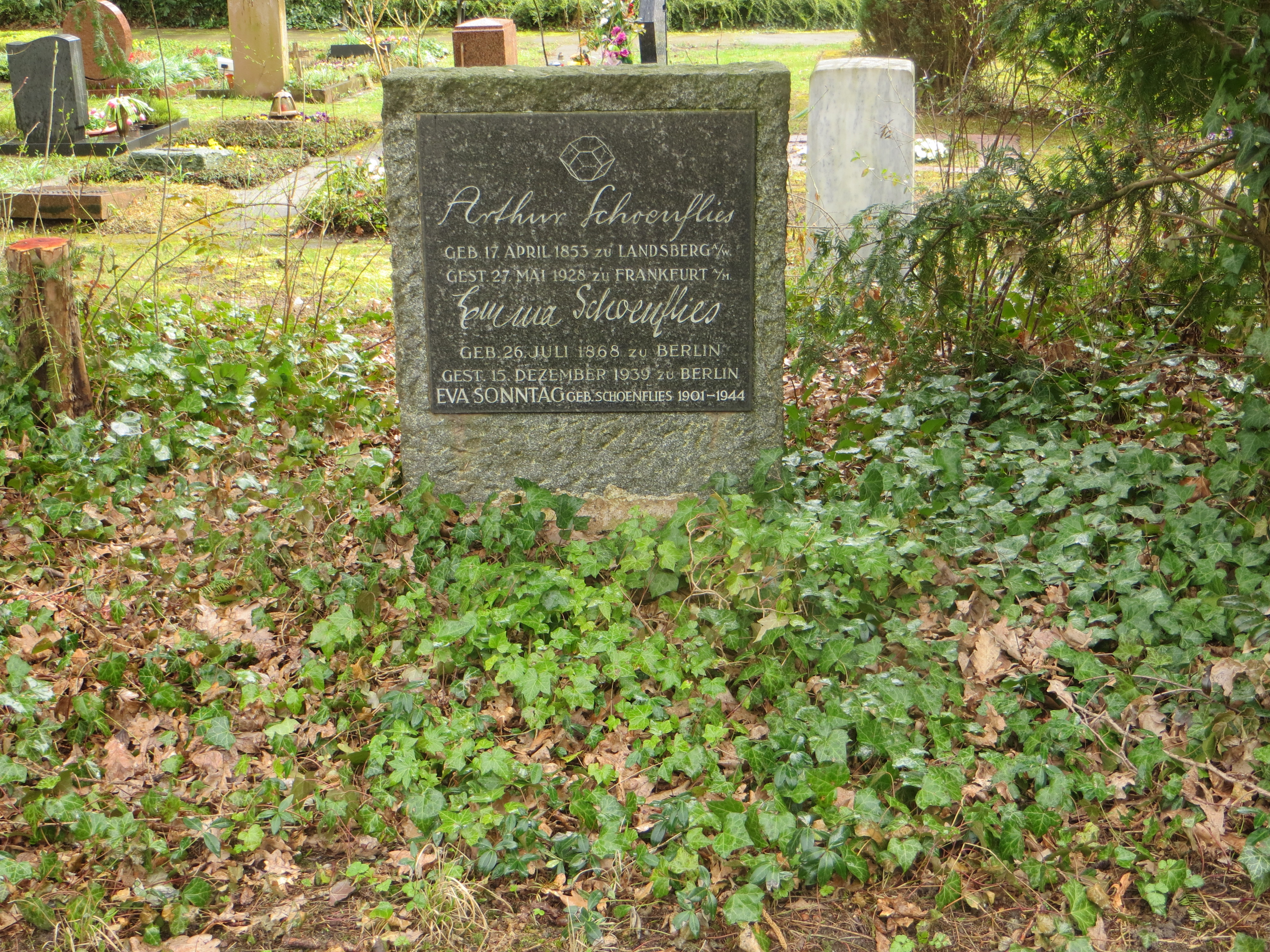
Tomba amb la seva dona al cementiri central de Frankfurt